# アドリアン・アヌシュ
アドリアン・アヌシュ／アンヌシュ・ジョルト・アドリアーン（Annus Zsolt Adrián, 1973年6月28日 - ）は、ハンガリーのセゲド出身のハンマー投選手。

## 経歴
父親のアンヌシュ・ゲーザ (Annus Géza) からコーチを受け、1989年にソンバトヘイへ移住する。1996年のアトランタ五輪でオリンピックに初出場。2000年のシドニー五輪にも出場した（アトランタ、シドニーではともに予選落ち）。2003年世界陸上選手権ではハンマー投の銀メダルを獲得した。
2004年アテネ五輪のハンマー投競技でアヌシュは「83.19m」の記録で金メダルを獲得したが、競技後の尿検査の結果は陰性だったものの、アヌシュと同じコーチに指導を受ける円盤投げの選手がドーピング監査において尿検体のすり替えを行っていたことが判明した。よって、国際オリンピック委員会 (IOC) はアヌシュに対しても再検査を決定した。ところが、アヌシュがこれを拒否し続けたため競技直後に採取した尿と以前に採取していた尿との比較を実施し別人のものであると判定、IOCは規定違反と認定し、2位だった日本の室伏広治に繰り上げで金メダルを授与することが決定した。その後もアヌシュは金メダル返還を拒否し続け、室伏を非難する声明まで発表した。後日“真実の金メダル”が室伏に届けられ、アヌシュは現役を引退しIOCの第1種ブラックリストに登録された。
一連のスキャンダルから3年後、アヌシュは2007年から競技生活に復帰した。しかし、2008年北京五輪の出場はIOCの第1種ブラックリストに登録されている為、拒否された。
2012年1月、クイズ・タレント名鑑に出演した際に北京オリンピック出場を拒否された2008年には既に現役を引退していたことが判明した。